# Ocón (La Rioja)
Ocón ist ein Dorf und eine Gemeinde (municipio) mit 331 Einwohnern (Stand: 2024) im Nordosten der spanischen Autonomen Region La Rioja. Sie gehört zum Weinbaugebiet der Rioja Baja. Die Gemeinde besteht aus den Ortschaften Aldealobos, La Villa de Ocón, Las Ruedas de Ocón, Los Molinos de Ocón, Pipaona und Santa Lucia sowie den Wüstungen Oteruelo und San Julián de Ocón. Der Verwaltungssitz befindet sich in Los Molinos de Ocón.

## Lage und Klima
Ocón liegt etwa 28 km (Fahrtstrecke) südöstlich der Provinzhauptstadt Logroño in einer Höhe von ca. 900 m. Das Klima ist gemäßigt bis warm; Regen (ca. 683 mm/Jahr) fällt überwiegend im Winterhalbjahr.

## Bevölkerungsentwicklung
| Jahr      | 1970 | 1981 | 1991 | 2001 | 2011 | 2021 |
| Einwohner | 654  | 386  | 335  | 317  | 353  | 332  |

## Wirtschaft
In früheren Jahrhunderten lebten viele Einwohner des Ortes weitgehend als Selbstversorger direkt oder indirekt (als Handwerker und Gewerbetreibende) von der in der Umgebung betriebenen Landwirtschaft. 

## Sehenswürdigkeiten
- Burgruine von Ocón
- Peterskirche in Aldealobos
- Luzienkirche in Santa Lucía
- Dominikuskapelle
- Ruinen der Bartholomäus- und der Johanniskapelle

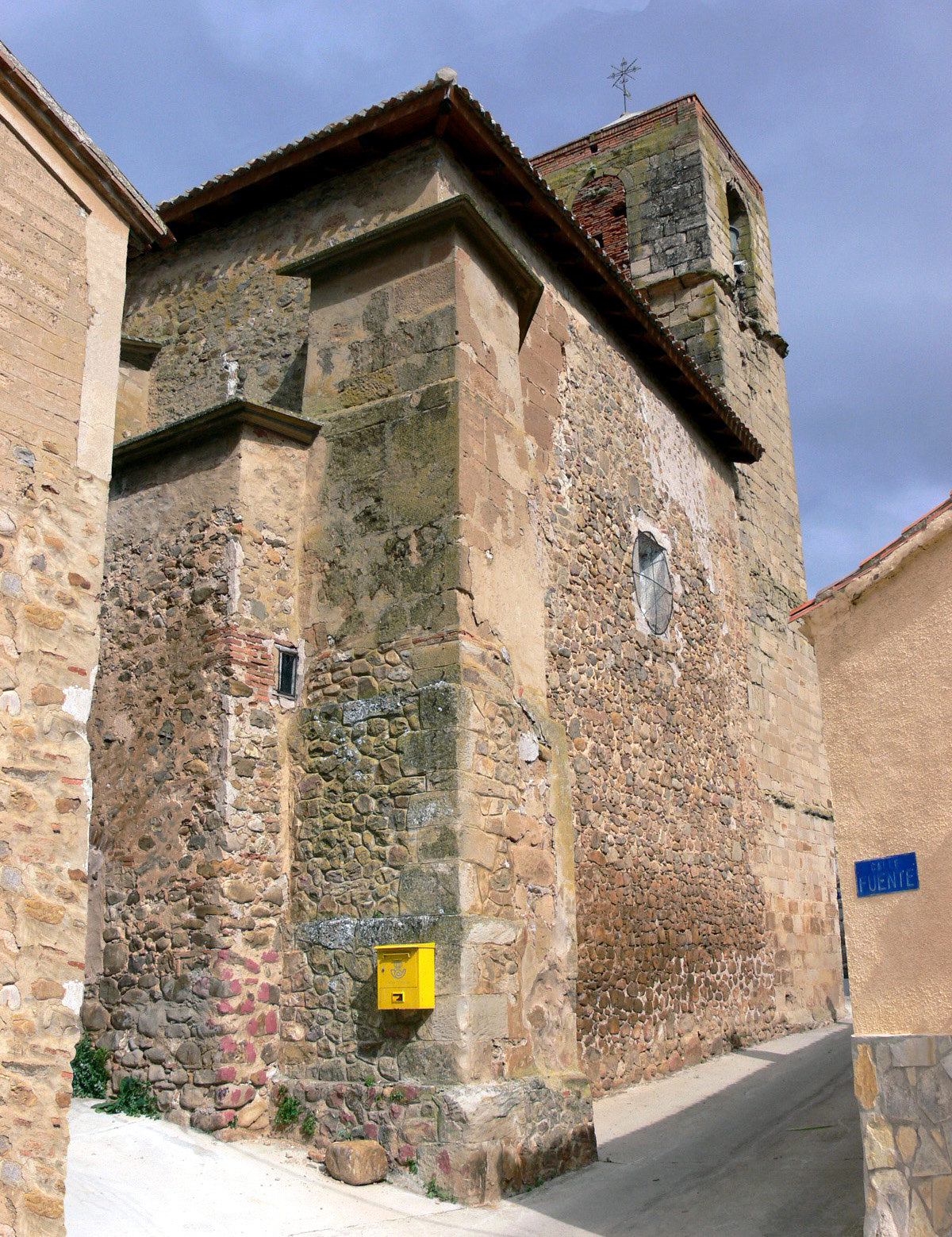
Peterskirche
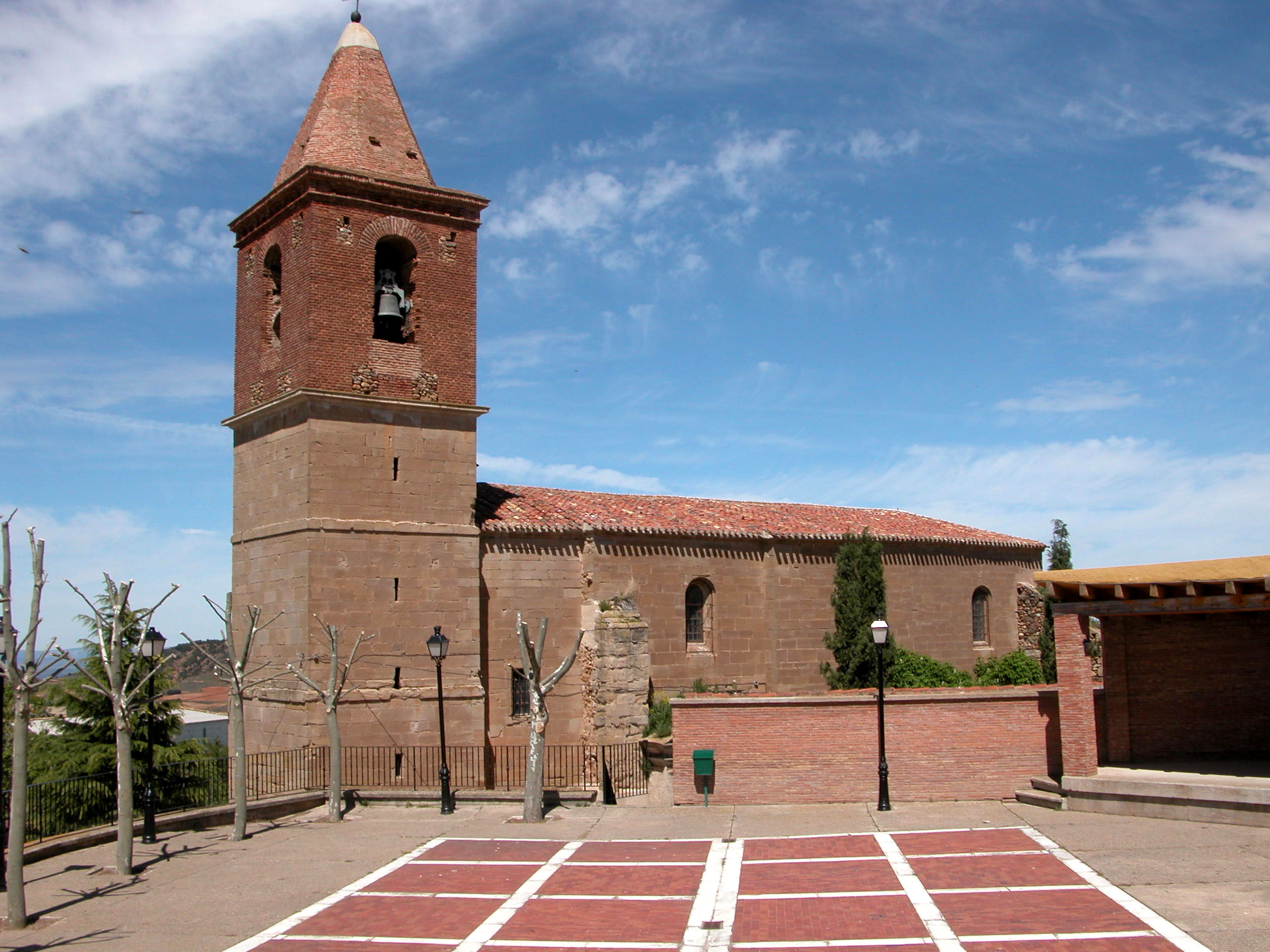
Luzienkirche